# Paco Molina
Francisco Molina Simón (Suria, 29 de marzo de 1930-Antofagasta, 14 de noviembre de 2018), conocido deportivamente como Paco Molina, fue un futbolista y entrenador español-chileno que jugó de volante izquierdo.

## Primeros años
Paco Molina nació en el municipio catalán de Suria.  Era hijo de una pareja de inmigrantes españoles compuesta por Francisco Molina Ruiz y su esposa.
A los nueve años se trasladó con sus padres y sus hermanos Diego, José y Luisa a bordo del Winnipeg, como parte del grupo de refugiados republicanos españoles que desembarcaron en Chile el 3 de septiembre de 1939. Se asentaron en Valparaíso, en el cerro Mariposas.
Se nacionalizó chileno el año 1942.

## Trayectoria

### Como futbolista
Molina se inició futbolísticamente en el club Roberto Parra del cerro Mariposas de Valparaíso. Posteriormente y de forma paralela se integró en las divisiones inferiores de Santiago Wanderers. Debutó en el primer equipo en 1948.
En 1951 fue transferido a Universidad Católica. 
Su destacado desempeño con la selección nacional en el Campeonato Sudamericano 1953 sirvió de vitrina, siendo tentado por clubes europeos. Finalmente, Paco Molina firmó un contrato por tres años con el Club Atlético de Madrid. Debutó con los colchoneros el 13 de septiembre de 1953 ante el Español. Tras finalizar su contrato, Molina renovó por tres años más con los rojiblancos, con la condición de que su padre pudiese volver a España. Sin embargo, finalmente la cláusula no se cumplió, por lo que Molina decidió volver tras un año. Francisco cerró su ciclo con el Atlético de Madrid habiendo disputado 67 partidos, en los que marcó 33 goles.
Con el Aleti destacó sobremanera en la temporada 1955-56, donde fue el segundo goleador de su equipo en liga, y el quinto en la clasificación para el Trofeo Pichichi, además de cumplir una muy buena Copa del Generalísimo (denominación de la Copa del Rey bajo la dictadura franquista) en la que guio al conjunto colchonero a la final, donde anotó el gol de la ventaja parcial ante el Atlético de Bilbao, marcador que los vascos darían vuelta en el transcurso del encuentro.
Regresa a Chile en 1957, titulándose ganador del campeonato de la Primera División de Chile en dos oportunidades, con Audax Italiano en 1957 y con Universidad Católica en 1961.
Los años 1963 y 1964 se desempeñó en Coquimbo Unido, en forma simultánea, como entrenador-jugador.
Su carrera como futbolista se redondea en 231 partidos oficiales, en los cuales anotó 112 goles, obteniendo un promedio de 0,48 goles por partido.

### Como entrenador
Su debut como entrenador sería justamente con la experiencia mencionada anteriormente en Coquimbo Unido, club con el que logró la permanencia en Primera División por dos temporadas. Contratado ahora solamente como entrenador por el rival, Deportes La Serena cumplió una campaña de medianía baja de tabla y otra con mayor expectación hasta que fue contratado por la Unión Española en 1966. Con el conjunto hispano, Molina lograría en 1967 la mejor campaña de los rojos en la década lo que le vale su contratación por el poderoso Colo-Colo en 1968.
Con los albos viviendo una época de sequía, la peor hasta el momento, Molina no logra buenos resultados, cumpliendo una opaca campaña en 1968, que hizo jugar a Colo-Colo el Torneo Promocional, del que finalmente zafó siendo puntero, al igual que una inestable en 1969 en la cual dirigió solo la primera rueda del torneo (salvo los primeros dos partidos), despidiéndose con un 5-2 en contra endosado por Audax Italiano.
Tras su salida de Colo-Colo recaló en Antofagasta Portuario, club ascendido en 1968, realizando tres campañas de mitad de tabla con el club, consiguiendo la permanencia. Desde esa época se radica con su familia en Antofagasta.
El retorno de Molina al fútbol rentado sería en 1980, cuando es contratado por O'Higgins de Rancagua, club que había clasificado a Copa Libertadores por segunda vez en su historia pero había sufrido las bajas de su entrenador Luis Santibáñez y a dos de sus figuras como eran los seleccionados Eduardo Bonvallet y René Valenzuela. Los celestes de Molina quedan encuadrados en un grupo con Colo-Colo y los paraguayos Cerro Porteño y Sol de América, logrando clasificar a semifinales por diferencia de goles tras un empate con el Ciclón en Rancagua.
La senda triunfal de O'Higgins no pudo continuar en semifinales, cuando el equipo por disposición de la Conmebol debe trasladar su localía al Estadio Nacional de Santiago, no logrando cosechar puntos ante los poderosos Nacional de Uruguay, a la postre campeón del certamen y el Club Olimpia de Paraguay, campeón defensor de la competición.
En el torneo nacional nuevamente O'Higgins logra clasificar a la Liguilla Pre-Libertadores, donde remata tercero, a un punto de Colo-Colo y la Universidad de Chile.
En 1981, Molina firma por Everton de Viña del Mar club que dirige entre la fecha 3 y la 17 del torneo nacional, sin embargo no logra los resultados esperados, saliendo del equipo y retirándose definitivamente de la actividad.

## Selección nacional
Molina disputó ocho partidos con la selección de fútbol de Chile, de los cuales siete fueron partidos oficiales y uno amistoso durante 1953 y 1959. Debutó en la selección chilena bajo la dirección de Luis Tirado el 14 de febrero de 1953, en un partido amistoso ante el Hajduk Split. Su desempeño le permitió la nominación al Campeonato Sudamericano 1953, donde se tituló goleador del torneo con ocho goles.
| Copa América                 | Sede | Resultado     | Partidos | Goles |
| ---------------------------- | ---- | ------------- | -------- | ----- |
| Campeonato Sudamericano 1953 | Perú | Cuarto puesto | 6        | 8     |

## Clubes

### Como jugador
| Club                 | País   | Año       |
| -------------------- | ------ | --------- |
| Santiago Wanderers   | Chile  | 1948-1950 |
| Universidad Católica | Chile  | 1951-1953 |
| Atlético de Madrid   | España | 1953-1956 |
| Audax Italiano       | Chile  | 1957-1959 |
| Unión Española       | Chile  | 1960      |
| Universidad Católica | Chile  | 1961      |
| Coquimbo Unido       | Chile  | 1963-1964 |

### Como entrenador
| Club                 | País  | Año       |
| -------------------- | ----- | --------- |
| Coquimbo Unido       | Chile | 1963-1964 |
| Deportes La Serena   | Chile | 1965-1966 |
| Unión Española       | Chile | 1966-1967 |
| Colo-Colo            | Chile | 1968-1969 |
| Deportes Antofagasta | Chile | 1970-1972 |
| O'Higgins            | Chile | 1980      |
| Everton              | Chile | 1981      |

## Palmarés

### Campeonatos nacionales
| Título           | Club                 | País  | Año  |
| ---------------- | -------------------- | ----- | ---- |
| Primera División | Audax Italiano       | Chile | 1957 |
| Primera División | Universidad Católica | Chile | 1961 |

### Distinciones individuales
| Distinción                                     | Año  |
| ---------------------------------------------- | ---- |
| Goleador del Campeonato Sudamericano (8 goles) | 1953 |